# Petru Rocca
Petru Rocca (Vico, vora Ajaccio 1887-1966) fou un escriptor i líder nacionalista cors.
Va estudiar a Aiacciu, on va treballar d'impressor, i col·laborà a la revista de Santu Casanova A Tramuntana el 1913. Lluità a la Primera Guerra Mundial, on fou ferit i condecorat amb la Legió d'Honor.
Quan tornà del front es decantà per l'autonomisme cors i fundà la revista A Muvra (1920), que serà l'òrgan del seu Partitu Corsu d'Azione (PCdA), inspirat en el Partit Sard d'Acció, també fundat per excombatents, i lligat amb el Partit Autonomista Bretó i el Heimatbund alsacià. Es relacionà amb Olier Mordrel, l'abat Jean-Marie Gantois i Hermann Bickler, tot col·laborant amb ells a la revista Peuples et Frontières.
El 1927 s'anomenarà Partitu Corsu Autonomistu, i el 1934 proposà l'elaboració d'una constitució corsa i la declaració d'una resistència fiscal vers França. El partit serà prohibit el 1939 acusat de col·laborar amb Benito Mussolini. El 1945 fou condemnat 15 anys de presó sota l'acusació de col·laboracionisme, i morí foscament al seu poble.

## Obres
- Les corses devant l'anthropologie, 1913
- Pruverbii, massime è detti corsi, 1921
- A pignatta, cumedia di Plautu, 1924
- Storia populare di Corsica, 1930
- Una Vittoria Autonomista. L'Assemblea di i "Stati Generali di Corsica, 1934
- Quaderni di u Cursismu, 1935
- Parlà d'Aghjacciu, puesii, 1955
- Tempi è tempi, 1963